# ليف كلاين
ليف سامويلوفيتش كلاين (مواليد 7 يوليو 1927) (بالروسية: Лев Самуилович Клейн) المعروف باللغة الإنجليزية باسم Leo Klejn، هو عالم آثار وأنثروبولوجي وفيلولوجي روسي.

## مسيرته
بعد تخرجه من المدرسة الثانوية، دخل كلاين في معهد غرودنو التربوي في كلية اللغة والتاريخ. في عام 1947، بعد عام هناك، تحدث ضد الأمين الأول للجنة الحزب في غرودنو في مؤتمر واضطر إلى المغادرة. انتقل إلى جامعة لينينغراد الحكومية، أولاً كطالب مناظر، ثم بدوام كامل. في لينينغراد درس علم الآثار تحت إشراف ميخائيل أرتامونوف وفقه اللغة الروسي تحت إشراف فلاديمير بروب.
بعد تخرجه من كلية التاريخ في عام 1951، عمل كلاين مدرسا لمكتبات ومدرسة ثانوية لمدة ست سنوات قبل أن يعود إلى لينينغراد للدراسات العليا في علم الآثار. بدأ العمل في قسم الآثار عام 1960 وأصبح أستاذا مساعدا هناك عام 1962. حصل على درجة الدكتوراه في العلوم (ما يعادل درجة الدكتوراه) في عام 1968.

## روابط خارجية
- الموقع الرسمي